# Comunità ebraica di Ostuni
La comunità ebraica di Ostuni è attestata dalla seconda metà del XV secolo.

## Politica conversionistica
Il 22 luglio 1467 fu offerta agli ebrei ostunesi l'esenzione dal pagamento delle tasse e l'amnistia generale in cambio della conversione al cristianesimo. La proposta fu accettata da alcuni di loro, ma l'esclusione sociale non si attenuò. Nel 1495 i popolani ostunesi, favoriti dal disordine generale dovuto dall'invasione del Regno di Napoli da parte delle truppe francesi di Carlo VIII, saccheggiarono le case degli ebrei e dei conversi. Il 17 maggio 1495, la città chiese a Ferdinando II di devolvere alla costruzione della cattedrale di Ostuni l'ammontare dei prestiti concessi dagli ebrei e dai neofiti.

## Economia
Gli ebrei ostunesi ricoprirono un ruolo di primo piano per il commercio di prodotti tessili, Leone e Mattia Mazza tra il 1521 ed il 1523  acquistano a Bari, da Ludovico Maraveglia di Milano diverse partite di stoffe e gli stessi cristiani ostunesi intrattenevano relazioni commerciali con gli ebrei, il mercante ostunese Francesco Crepaglia l'11 novembre 1535, sottoscrisse un credito, da saldare entro la Pasqua seguente con il mercante barese Leo Theotonicus, in cambio di una partita di tessuti. Nonostante le ondate persecutorie la comunità ebraica ostunese nel 1525 versava al fisco per 182 ducati ed era tra le più floride di Terra d'Otranto, tuttavia quando gli ebrei del Regno di Napoli furono espulsi gli ebrei furono espulsi anche questa comunità si estinse.

## Presenze successive all'espulsione
Nell'ottobre 1575 sulle coste di Ostuni naufragarono alcuni mercanti ebrei levantini e subito imprigionati. Il 22 maggio 1577 la Camera della Sommaria  dichiarò gli ebrei e tutti i loro beni proprietà del Regio Fisco, solo tre anni dopo, il 26 febbraio 1580, i mercanti recuperarono la loro libertà, ma non le loro proprietà.